# Plagioecia subpapyracea
Plagioecia subpapyracea is een mosdiertjessoort uit de familie van de Plagioeciidae. De wetenschappelijke naam van de soort is, als Diaperoecia subpapyracea, voor het eerst geldig gepubliceerd in 1930 door Canu & Bassler.